# Котляров, Борис Яковлевич
Борис Яковлевич Котляров (11 (24) ноября 1913, Елисаветград — 28 марта 1982, Кишинёв, Молдавская ССР, СССР) — молдавский советский музыковед, доктор искусствоведения (1971), профессор Кишинёвского института искусств им. Музическу (1973).

## Биография
Борис Яковлевич Котляров родился в Елизаветграде, в еврейской семье. В результате взрыва снаряда, в семилетнем возрасте остался слепым. Вскоре семья переехала в Кишинёв (в аннексированной Румынией Бессарабии), где будущий музыковед получил домашнее образование, в 1928 году поступил и закончил частную консерваторию «Unirea» (в 1932 году по классу скрипки Марка Яковлевича Пестера, 1884—1944, и в 1933 году по классу композиции Георгия Антоновича Яцентковского, 1883—1934). Продолжил обучение в классе композиции Анри Коша (Henri Cauche) в Льежской консерватории, которую окончил в 1934 году.
С началом немецкой оккупации Бельгии в 1940 году бежал с братом в Великобританию, где первоначально поселился в Дувре. С 1942 года работал переводчиком Комитета по кинематографии Красного Креста и при посольстве СССР, в 1948 году репатриировался в Москву. Занимался составлением субтитров для иностранных кинофильмов, преподаванием английского языка и системы Брайля в Государственном педагогическом институте.
В 1949 году вернулся в Кишинёв, где в 1950 году был принят преподавателем методики игры на смычковых инструментах, истории и теории смычкового искусства, и истории зарубежной музыки в Кишинёвскую консерваторию. В 1955 году защитил в Московской консерватории кандидатскую диссертацию по теме «Развитие скрипичной культуры в Молдавии», а в 1971 году там же — докторскую диссертацию по творчеству Джордже Энеску. С 1973 года — профессор Кишинёвского института искусств им. Музическу. Был первым в Молдавии кандидатом и доктором искусствоведения. Член Союза композиторов Молдавской ССР (1954).
Борис Котляров — автор многочисленных трудов по истории зарубежной музыки (в первую очередь исследованию творчества Джордже Энеску и Алана Буша) и этномузыковедению, в том числе монографий «Джордже Энеску» (1965, переведена автором на английский язык — 1984), «Молдавские лэутары и их искусство» (1966), «Музыкальная жизнь дореволюционного Кишинёва» (1967), «Алан Буш» (1981). Публиковался также в специализированных периодических изданиях и сборниках Румынии на румынском языке и в Кишинёве на молдавском языке, в последние годы жизни также в Великобритании на английском языке.

## Семья
Жена — Татьяна Абрамовна Котлярова (урождённая Речестер, 1912—1984), выпускница юридического факультета Бухарестского университета, адвокат; трое детей.

## Книги

### Монографии
- О скрипичной культуре в Молдавии. Кишинёв: Госиздат Молдавии, 1955.
- Музыкальная культура (в книге «Молдавская ССР», совместно с Александром Владимировичем Абрамовичем). Серия «Музыкальная культура Советских республик». Москва: Музгиз, 1957.
- Георгий Мурга: молдавский народный музыкант, 1876—1941. Москва: Советский композитор, 1960.
- Джордже Энеску. Москва: Советский композитор, 1965 (2-е издание — 1970).
- Из истории музыкальных связей Молдавии, Украины и России (очерки и материалы). Кишинёв: Картя молдовеняскэ, 1966 (второе, дополненное издание — Кишинёв: Штиинца, 1982).
- Молдавские лэутары и их искусство (на молдавском языке). Кишинёв, 1966; доработанное издание на русском языке — Москва: Советский композитор, 1989.
- Музыкальная жизнь дореволюционного Кишинёва. Кишинёв: Картя молдовеняска, 1967.
- Алан Буш. Москва: Советский композитор, 1981.
- Enesco: His Life and Times (в авторском переводе на английский язык). Neptune City (New Jersey): Paganiniana Publications, 1984. ISBN 0-87666-596-2

### Сборники
- «Музыкальная культура Советской Молдавии» (совместно с А. В. Абрамовичем). Москва: Музыка, 1965.